# Melzer
Melzer ist ein deutscher Familienname.

## Namensträger
- Abraham Melzer (* 1945), deutscher Verleger
- Andreas Melzer (* 1960), deutscher Schriftsteller
- Anton Melzer (Mediziner) (1781–1871), österreichischer Chirurg und Hochschullehrer
- Anton Melzer (Politiker) (1898–1951), österreichischer Politiker, Bürgermeister von Innsbruck
- Arnulf Melzer (* 1947), deutscher Biologe
- Benjamin Melzer (* 1987), deutsches Model und Transgender-Aktivist
- Bernhard Melzer († 1512), Oberlausitzer Geschichtsschreiber
- Brigitte Melzer (* 1971), deutsche Schriftstellerin
- Conny Melzer (* 1979), deutsche Sonderpädagogin
- Dagmar Melzer (* 1945), deutsche Hochspringerin
- Elias Melzer (1530–1594), Bürgermeister von Görlitz
- Ernst Melzer (1835–1899), deutscher Pädagoge und Philosoph
- Frank Melzer (1960–2018), deutscher Fußballspieler
- Friso Melzer (1907–1998), deutscher Theologe und Philologe
- Gerald Melzer (* 1990), österreichischer Tennisspieler
- Gerhard Melzer (* 1950), österreichischer Germanist
- Gottfried Melzer (1932–2013), österreichischer Priester
- Gottfried Heinrich Melzer (1820–1867), deutscher Porzellanformer
- Gustav Melzer (1932–2008), österreichischer Archäologe
- Hagen Melzer (* 1959), deutscher Leichtathlet
- Hans Melzer (* 1951), deutscher Bundestrainer der Vielseitigkeitsreiter
- Heiko Melzer (* 1976), Berliner Politiker (CDU)
- Heinrich Melzer (1890–1967), deutscher Gewerkschafter und Widerstandskämpfer
- Herbert Melzer (1913–nach 1972), deutscher Fußballtrainer
- Iveta Melzer (* 1983), tschechische Tennisspielerin, siehe Iveta Benešová
- Johanna Melzer (1904–1960), deutsche Widerstandskämpferin
- Julius Melzer (1823–1853), deutscher Bildhauer
- Jürgen Melzer (* 1981), österreichischer Tennisspieler
- Jürgen Melzer (Maler) (* 1941), deutscher Maler und Grafiker
- Karl Melzer (Sänger) (1880–1955), österreichischer Sänger (Tenor) und Schauspieler
- Karl Melzer (Widerstandskämpfer) (1901–??), deutscher Widerstandskämpfer
- Karl Melzer (Politiker), deutscher Kulturpolitiker
- Karl Melzer (Fußballspieler) (* 1926), deutscher Fußballspieler
- Karl-Heinrich Melzer (* 1958), deutscher Theologe
- Karl-Heinz Melzer (* 1937), deutscher Regionalhistoriker und Mundartautor
- Liane Melzer (* 1952), deutsche Politikerin (SPD)
- Ludwig Melzer (1796–nach 1835), deutscher Maler
- Manfred Melzer (1944–2018), deutscher Geistlicher, Weihbischof von Köln
- Margarete Melzer (1901–1959), deutsche Schauspielerin und Hörspielsprecherin, sowie Malerin und Grafikerin
- Martha Melzer, Geburtsname von Martha Hofrichter (1872–1960), tschechische Grafikerin und Malerin
- Martha Melzer (Politikerin), deutsche Politikerin (DBD), MdV
- Martin Melzer (1901–nach 1944), deutscher SS-Hauptsturmführer
- Moriz Melzer (1877–1966), deutscher Maler und Grafiker
- Nils Melzer (* 1970), schweizerischer Rechtswissenschaftler, Diplomat und Autor, UN-Sonderberichterstatter über Folter
- Oskar Melzer (1851–1916), österreichischer Feldmarschallleutnant
- Petra Melzer (* 1947), deutsche Politikerin (SPD)
- Ralf Melzer (* 1967), deutscher Historiker und Publizist
- Rich Melzer (* 1979), US-amerikanischer Basketballspieler
- Tino Melzer (* 1982), deutscher Jurist
- Uwe Melzer (* 1960), deutscher Politiker (CDU)
- Václav Melzer (1878–1968), tschechoslowakischer Botaniker und Mykologe
- Walter Melzer (1894–1961), deutscher General der Infanterie
- Werner Melzer (* 1954), deutscher Fußballspieler
- Wolfgang Melzer (* 1948), deutscher Schulpädagoge